# Ardisia keithleyi
Ardisia keithleyi är en viveväxtart som beskrevs av Elmer Drew Merrill. Ardisia keithleyi ingår i släktet Ardisia och familjen viveväxter. Inga underarter finns listade i Catalogue of Life.